# Gabriola minor
Gabriola minor là một loài bướm đêm trong họ Geometridae.